# セリシチェ (地理的概念)
セリシチェ（ロシア語: Селище）は、以下に述べる一定の範囲を意味する言葉である。
他の同義語として：ロシア語では、セリシチェはセロ（村）の指大語であり、１つ以上の教会のある大規模なセロやスロボダを指す。また、ポセレニエ(ru) / поселение：移住地、セリチバ / селитьба：居住民用地の同義語として用いられることがある。
考古学的用語として：考古学上では、防壁を持たない集落の遺構を指す。なお、防壁のあるものはゴロディシチェ / городищеとして区別される。
また、セリシチェはウクライナ語でもセリシチェ(uk) / селище、ベラルーシ語ではセリシチャ(be) / селішчаとなり、ロシア、ウクライナ、ベラルーシ各地の地名ともなっている。